# Campionat del Món de motociclisme de velocitat de 250cc
|  | «250cc» redirigeix aquí. Vegeu-ne altres significats a «250cc (motocròs)». |

El Campionat del Món de motociclisme de velocitat de 250cc, regulat per la FIM, fou la màxima competició internacional de motociclisme de velocitat en la cilindrada de 250 cc. Coneguda com a "classe de 250 cc" (en anglès, 250 cc class), era una de les diverses categories en què es disputava el Campionat del Món, amb les seves curses formant part dels Grans Premis al costat de les de les altres cilindrades. Es disputà entre 1949 i 2009, esdevenint Moto2 a partir de la temporada de 2010.

## Història
Juntament amb les de 125cc, 350cc, 500cc i sidecars, aquesta classe va ser una de les cinc primeres establertes per al campionat del món, ja des de la seva primera temporada (1949). De fet, la primera cursa va coincidir amb el debut del nou campionat, al Tourist Trophy d'aquell 1949.
Al començament, el domini tant pel que fa al títol de constructors com al de pilots era clarament italià: fins al 1960, aquest país va obtenir 10 títols de constructors (el 1954 no es va atorgar aquest títol) i 8 de pilots, mentre que la resta de títols van ser conquerits per alemanys. També hi hagué un creixement continu de la popularitat entre els primers pilots no europeus, entre ells Gary Hocking.
Del 1961 al 1990 es va produir l'arribada dels primers fabricants japonesos (Honda, Kawasaki i Yamaha) els quals van conquerir tots els títols de fabricants des d'aleshores, trets de les edicions del 1969, 1974, 1975 i 1976, en què van ser guanyats per Benelli i Harley Davidson (com a Aermacchi), per bé que el títol de 1976, guanyat per Harley Davidson, no es va atorgar perquè no s'havia pagat la quota d'inscripció al campionat de marques. El 1969, l'espanyol Santiago Herrero perdé el títol mundial en favor de Kel Carruthers al darrer Gran Premi, després d'haver estat encapçalant la classificació del mundial bona part de la temporada amb la seva OSSA Monocasc. Herrero es va morir l'any següent al Tourist Trophy, en estavellar-s'hi amb l'OSSA mentre tornava a liderar el mundial.
Els pilots italians van guanyar el títol les temporades de 1974, 1975, 1976 i 1977. En aquest període es passà del motor de quatre temps (que havia experimentat una gran evolució i experimentació) al motor de dos temps, que va dominar el mundial fins al final.
Des del Campionat del Món de 1991 fins al del 2009, hi va haver una alternança de victòries entre fabricants japonesos i italians, mentre que els italians, amb 10 títols, destacaren entre els pilots.
El 27 de juny de 2008, la FIM va decidir que, a partir del 2011, la classe de 250 cc seria substituïda per una de nova en què s'hi competiria amb motors de quatre temps de 600 cc i 4 cilindres com a màxim. La decisió va ser confirmada per la FIM amb un comunicat de premsa oficial, publicat l'11 de desembre de 2008, en què es va establir el nom de Moto2 per a la nova classe de motors. Finalment, la nova categoria va començar el 2010 i no pas el 2011, com estava previst inicialment.

## Reglament
A partir del 1970, els motors, anteriorment pluricilíndrics, es limitaren a dos cilindres com a màxim. La regulació dels 250cc exigia un pes mínim per a les motocicletes (indistintament de si eren monocilíndriques o bicilíndriques), el qual fins al 1991 era de 90 kg, del 1992 al 2004 era de 95 kg i, més tard, de 100 kg, amb el dipòsit amb una capacitat màxima de 23 litres. Els espais porta-números de la motocicleta (un al davant i dos de laterals, un a cada banda) havien de ser verds amb els números blancs.
Per a participar en aquesta categoria, els pilots havien de tenir un mínim de 16 anys.

## Llista de campions
| Edició  | Any  | Pilot                | Motocicleta     |
| ------- | ---- | -------------------- | --------------- |
| I       | 1949 | Bruno Ruffo          | Moto Guzzi      |
| II      | 1950 | Dario Ambrosini      | Benelli         |
| III     | 1951 | Bruno Ruffo          | Moto Guzzi      |
| IV      | 1952 | Enrico Lorenzetti    | Moto Guzzi      |
| V       | 1953 | Werner Haas          | NSU             |
| VI      | 1954 | Werner Haas          | NSU             |
| VII     | 1955 | Hermann Müller       | NSU             |
| VIII    | 1956 | Carlo Ubbiali        | MV Agusta       |
| IX      | 1957 | Cecil Sandford       | Mondial         |
| X       | 1958 | Tarquinio Provini    | MV Agusta       |
| XI      | 1959 | Carlo Ubbiali        | MV Agusta       |
| XII     | 1960 | Carlo Ubbiali        | MV Agusta       |
| XIII    | 1961 | Mike Hailwood        | Honda           |
| XIV     | 1962 | Jim Redman           | Honda           |
| XV      | 1963 | Jim Redman           | Honda           |
| XVI     | 1964 | Phil Read            | Yamaha          |
| XVII    | 1965 | Phil Read            | Yamaha          |
| XVIII   | 1966 | Mike Hailwood        | Honda           |
| XIX     | 1967 | Mike Hailwood        | Honda           |
| XX      | 1968 | Phil Read            | Yamaha          |
| XXI     | 1969 | Kel Carruthers       | Benelli         |
| XXII    | 1970 | Rodney Gould         | Yamaha          |
| XXIII   | 1971 | Phil Read            | Yamaha          |
| XXIV    | 1972 | Jarno Saarinen       | Yamaha          |
| XXV     | 1973 | Dieter Braun         | Yamaha          |
| XXVI    | 1974 | Walter Villa         | Harley Davidson |
| XXVII   | 1975 | Walter Villa         | Harley Davidson |
| XXVIII  | 1976 | Walter Villa         | Harley Davidson |
| XXIX    | 1977 | Mario Lega           | Morbidelli      |
| XXX     | 1978 | Kork Ballington      | Kawasaki        |
| XXXI    | 1979 | Kork Ballington      | Kawasaki        |
| XXXII   | 1980 | Anton Mang           | Kawasaki        |
| XXXIII  | 1981 | Anton Mang           | Kawasaki        |
| XXXIV   | 1982 | Jean-Louis Tournadre | Yamaha          |
| XXXV    | 1983 | Carlos Lavado        | Yamaha          |
| XXXVI   | 1984 | Christian Sarron     | Yamaha          |
| XXXVII  | 1985 | Freddie Spencer      | Honda           |
| XXXVIII | 1986 | Carlos Lavado        | Yamaha          |
| XXXIX   | 1987 | Anton Mang           | Honda           |
| XL      | 1988 | Sito Pons            | Honda           |
| XLI     | 1989 | Sito Pons            | Honda           |
| XLII    | 1990 | John Kocinski        | Yamaha          |
| XLIII   | 1991 | Luca Cadalora        | Honda           |
| XLIV    | 1992 | Luca Cadalora        | Honda           |
| XLV     | 1993 | Tetsuya Harada       | Yamaha          |
| XLVI    | 1994 | Max Biaggi           | Aprilia         |
| XLVII   | 1995 | Max Biaggi           | Aprilia         |
| XLVIII  | 1996 | Max Biaggi           | Aprilia         |
| XLIX    | 1997 | Max Biaggi           | Honda           |
| L       | 1998 | Loris Capirossi      | Aprilia         |
| LI      | 1999 | Valentino Rossi      | Aprilia         |
| LII     | 2000 | Olivier Jacque       | Yamaha          |
| LIII    | 2001 | Daijiro Kato         | Honda           |
| LIV     | 2002 | Marco Melandri       | Aprilia         |
| LV      | 2003 | Manuel Poggiali      | Aprilia         |
| LVI     | 2004 | Daniel Pedrosa       | Honda           |
| LVII    | 2005 | Daniel Pedrosa       | Honda           |
| LVIII   | 2006 | Jorge Lorenzo        | Aprilia         |
| LIX     | 2007 | Jorge Lorenzo        | Aprilia         |
| LX      | 2008 | Marco Simoncelli     | Gilera          |
| LXI     | 2009 | Hiroshi Aoyama       | Honda           |

## Estadístiques

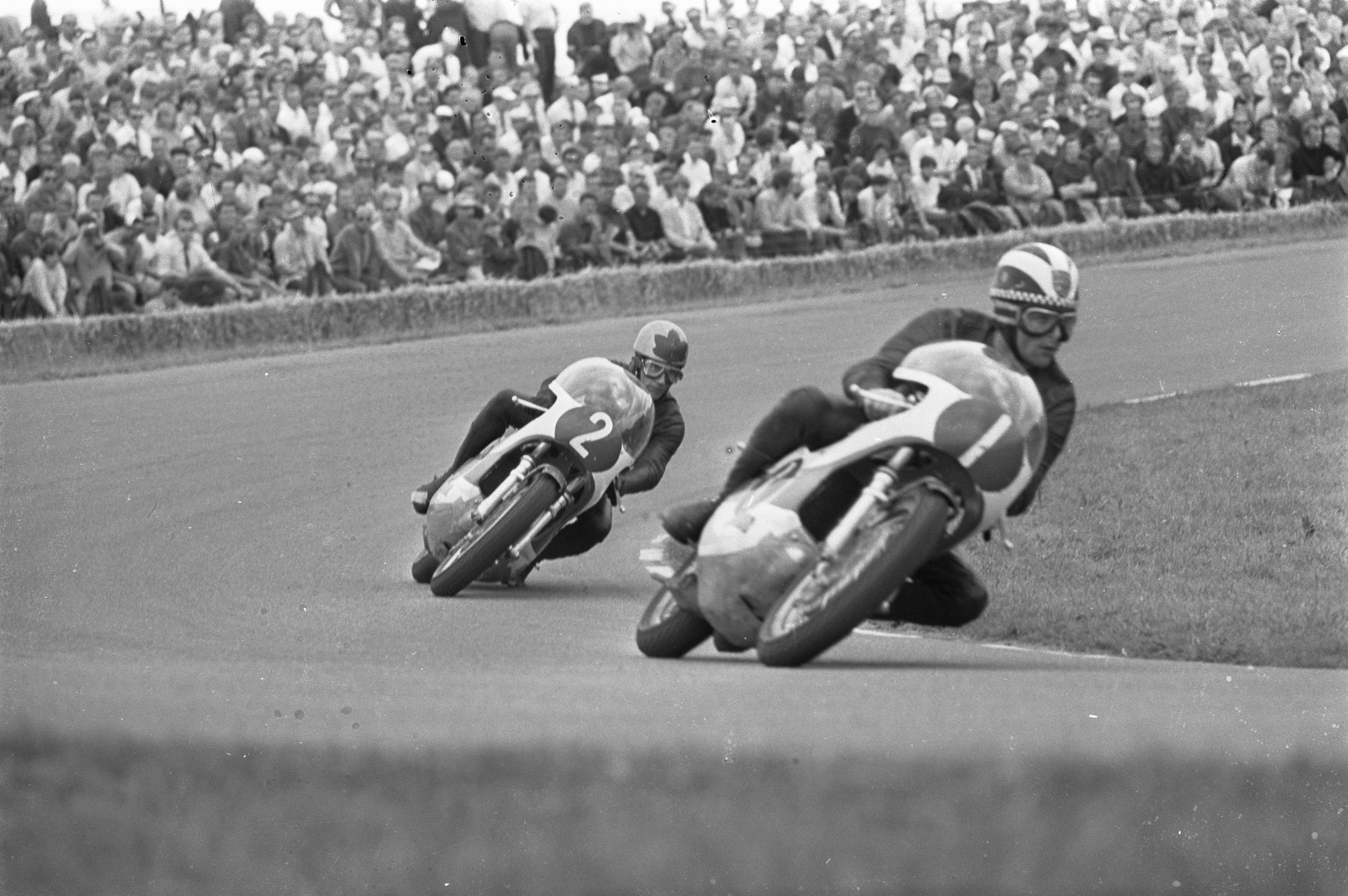
Phil Read davant de Bill Ivy amb sengles Yamaha 250 al Dutch TT de 1968

Al llarg de la història del campionat mundial de motociclisme, s'han disputat 716 Grans Premis en aquesta categoria (la cursa del Gran Premi d'Indianapolis del 2008, cancel·lada just abans de la sortida, també es considera sovint a les estadístiques, amb un total de 717); Se'n van celebrar 84 edicions en territori britànic i el mateix nombre en territori espanyol. El Gran Premi que ha tingut més edicions de curses dels 250cc al mateix circuit és el Dutch TT, amb 58 curses al circuit d'Assen.
Pel que fa als pilots, entre els 742 que van guanyar almenys un punt, 137 eren britànics, 108 italians i 84 alemanys. Qui hi va guanyar el major nombre de punts, però, va ser el japonès Tetsuya Harada amb 1.357, per davant de Max Biaggi amb 1.268 i Ralf Waldmann amb 1.166. Només s'hi va classificar una dona, Katja Poensgen, qui va guanyar 3 punts del campionat del món el 2001.
Els qui ostenten el rècord de campionats mundials guanyats en aquesta categoria són Max Biaggi i Phil Read, amb 4 mundials cadascun.
Pel que fa a les victòries individuals en Gran Premi de 250cc, el rànquing està encapçalat per Anton Mang amb 33, seguit per Max Biaggi i Phil Read amb 29 i 27 victòries respectivament. Pel que fa als fabricants, els primers llocs són per a Honda, Yamaha i Aprilia amb 207, 164 i 143 victòries respectivament.

### Campions múltiples
| Pilot           | Títols |
| --------------- | ------ |
| Max Biaggi      | 4      |
| Phil Read       | 4      |
| Mike Hailwood   | 3      |
| Walter Villa    | 3      |
| Carlo Ubbiali   | 3      |
| Anton Mang      | 3      |
| Sito Pons       | 2      |
| Daniel Pedrosa  | 2      |
| Jorge Lorenzo   | 2      |
| Luca Cadalora   | 2      |
| Jim Redman      | 2      |
| Carlos Lavado   | 2      |
| Werner Haas     | 2      |
| Bruno Ruffo     | 2      |
| Kork Ballington | 2      |

### Títols per nacionalitat
| País               | Total |
| ------------------ | ----- |
| Itàlia             | 22    |
| Regne Unit         | 9     |
| Alemanya           | 7     |
| Països Catalans[1] | 6     |
| Catalunya          | 4     |
| Japó               | 3     |
| França             | 3     |
| Sud-àfrica         | 2     |
| Illes Balears      | 2     |
| Veneçuela          | 2     |
| Estats Units       | 2     |
| Rhodèsia           | 2     |
| Austràlia          | 1     |
| San Marino         | 1     |
| Finlàndia          | 1     |
| Total              | 61    |

1. El total de títols imputats als Països Catalans correspon a la suma dels aconseguits per pilots de Catalunya (4) i les Illes Balears (2).